# Озолайнская волость
О́золайнская во́лость (латыш. Ozolaines pagasts) — одна из двадцати пяти территориальных единиц Резекненского края Латвии. Находится в центральной части края. Граничит с городом Резекне, Сакстагальской, Озолмуйжской, Гришканской, Чёрнайской, Лузнавской и Силмалской волостями своего края.
Крупнейшими населёнными пунктами волости являются сёла: Балбиши (волостной центр), Бекши, Тевини, Плейкшни, Кампишки, Шкварки, Гроверишки, Лоси, Лайзани, Анронова, Дзени.
Озолайнскую волость пересекает автомобильная дорога А13 Гребнево — Резекне — Даугавпилс — Медуми, являющейся частью Европейского маршрута E262. В районе Плейкшни она пересекается с Резекненской объездной дорогой А15, продолжающей Европейский маршрут E262.
В Бекши, в бывшем здании администрации работает библиотека и дом культуры.
По территории волости протекают реки Дейманка и Ковшупе. Из крупных озёр — Гайдули, Киреку, Григория, Лосу.

## История
До 1930 года Озолайнская волость называлась Озолмуйжской. В 1935 году площадь Озолайнской волости Резекненского уезда составляла 106,8 км², при населении в 5297 жителей.
В 1945 году в Озолайнской волости были созданы Бекшский, Бумбишский, Озолайнский и Слободский сельские советы. После отмены в 1949 году волостного деления Озолайнский сельсовет входил в состав Резекненского района.
В 1954 году к Озолайнскому сельсовету была присоединена территория ликвидированного Бекшского сельсовета. В 1971 году — территория совхоза имени Матросова Бимбушкского сельсовета. В 1973 году часть территории Озолайнского сельсовета была передана Чернайскому и Слободскому сельсоветам.
В 1990 году Озолайнский сельсовет был реорганизован в волость. В 1999 году Озолайнская волость была включена в состав Резекненского района. В 2009 году, по окончании латвийской административно-территориальной реформы, Озолайнская волость вошла в состав Резекненского края.